# Барбарис сетчатолистный
Барбари́с се́тчатолистный (лат. Berberis dictyophylla) — вид двудольных растений рода Барбарис (Berberis) семейства Барбарисовые (Berberidaceae). Впервые описан французским ботаником Адриеном Рене Франше в 1889 году.

## Распространение и среда обитания
Эндемик западного Китая, известный из Тибетского автономного района, провинций Сычуань, Юньнань; по данным отдельных источников ареал расширяется до провинции Цинхай.

## Ботаническое описание
Листопадный кустарник высотой 1—2,5 м. Стебли чёрно-серые или жёлто-коричневые.
Листья почти сидячие, тёмно-зелёные, от почти обратнояйцевидных до эллиптических, с округлой или тупоконечной вершиной.
Цветки одиночные, с узко-обратнояйцевидными лепестками.
Плод — ягода красного цвета, яйцевидно-шаровидной или продолговато-яйцевидной формы.
Цветёт в мае—июне, плодоносит с июля по сентябрь.

## Значение
Культивируется.

## Синонимы
Синонимичные названия:
- Berberis approximata var. campylogyna Ahrendt
- Berberis dictyophylla var. campylogyna (Ahrendt) Ahrendt
- Berberis dictyophylla var. epruinosa C.K.Schneid.